# Меркулень
Меркулень, Меркулені (рум. Mărculeni) — село у повіті Муреш в Румунії. Входить до складу комуни Берень.
Село розташоване на відстані 258 км на північ від Бухареста, 23 км на схід від Тиргу-Муреша, 98 км на схід від Клуж-Напоки, 119 км на північний захід від Брашова.

## Населення
За даними перепису населення 2002 року у селі проживала 271 особа.
Національний склад населення села:
| Національність | Кількість осіб | Відсоток |
| -------------- | -------------- | -------- |
| угорці         | 256            | 94,5%    |
| цигани         | 14             | 5,2%     |

Рідною мовою назвали:
| Мова      | Кількість осіб | Відсоток |
| --------- | -------------- | -------- |
| угорська  | 256            | 94,5%    |
| циганська | 14             | 5,2%     |